# Ismaił Jusupow
Ismaił Abdurasułuły Jusupow (ros. Исмаил Абдурасулович Юсу́пов, ur. 12 maja 1914 w stanicy Sofijskaja (obecnie w Tałgarze), zm. 17 maja 2005 w Ałmaty) – radziecki i kazachski polityk ujgurskiego pochodzenia, I sekretarz KC Komunistycznej Partii Kazachstanu (KPK) w latach 1962-1964.
W 1934 skończył szkołę rolniczą w Tałgarze, później był agronomem w różnych instytucjach państwowych. Od 1940 w Armii Czerwonej, skończył szkołę wojskowo-polityczną w Mińsku. 1945-1951 minister zasobów wodnych Kazachskiej SRR, później II sekretarz obwodowego komitetu partyjnego w Kustanaju, 1955-1959 I sekretarz południowokazachstańskiego obwodowego komitetu partyjnego, 1959-1962 sekretarz KC KPK, w 1962 I sekretarz KPK w obwodzie południowokazachstańskim. Od 26 grudnia 1962 do 7 grudnia 1964 I sekretarz KC KPK, czyli nieformalny przywódca Kazachskiej SRR. 1965-1966 przewodniczący komitetu wykonawczego w obwodzie uralskim, 1966-1971 kierownik zarządu winiarskich sowchozów w Kazachskiej SRR. 1961-1966 kandydat na członka KC KPZR, 1954-1966 deputowany do Rady Najwyższej ZSRR, 1938-1967 deputowany do Rady Najwyższej Kazachskiej SRR.

## Odznaczenia
- Order Lenina (dwukrotnie)
- Order Czerwonego Sztandaru
- Order Czerwonego Sztandaru Pracy (dwukrotnie)
- Order Wojny Ojczyźnianej I klasy (dwukrotnie)

I medale.